# Accordi di Washington
Gli Accordi di Washington furono degli accordi di pace tra i croati della Bosnia ed Erzegovina e la Repubblica di Bosnia ed Erzegovina (l'unico Governo internazionalmente riconosciuto). Si svolsero a Washington e a Vienna con la mediazione degli Stati Uniti e si conclusero il 1º marzo 1994; furono siglati a Washington il 18 marzo successivo. Gli accordi furono firmati dal Primo Ministro bosniaco, Haris Silajdžić, dal Ministro degli Esteri croato Mate Granić e dal Presidente dell'autoproclamata Repubblica Croata dell'Erzeg-Bosnia Krešimir Zubak.
In base a tali accordi i territori controllati dai croati di Bosnia venivano riunificati a quelli controllati dalle forze governative della Bosnia ed Erzegovina con la creazione di una federazione croato-musulmana che prendeva il nome di Federazione di Bosnia ed Erzegovina. Il sistema amministrativo si componeva di cantoni affinché nessun gruppo etnico potesse acquisire sugli altri una posizione politica dominante.
La nuova federazione veniva divisa in base a tali accordi in 10 cantoni di cui 5 bosgnacchi, 3 croati e 2 etnicamente misti, vale a dire con procedure legislative speciali per la protezione dei gruppi etnici costituenti.